# Coupe de France 1991/92
Der Wettbewerb um die Coupe de France in der Saison 1991/92 war die 75. Ausspielung des französischen Fußballpokals für Männermannschaften. In diesem Jahr meldeten 6343 Vereine. Es war die bisher einzige Austragung ohne ein Endspiel und ohne einen Sieger (siehe unten).
Nach Abschluss der von den regionalen Untergliederungen des Landesverbands FFF organisierten Qualifikationsrunden griffen im Zweiunddreißigstelfinale auch die 20 Erstligisten in den Wettbewerb ein. Die Spielpaarungen und das jeweilige Heimrecht wurden für jede Runde frei ausgelost; das Endspiel sollte (wie seit 1972 regelmäßig) im Prinzenparkstadion stattfinden. Es war jeweils nur eine Begegnung vorgesehen; stand diese nach 90 Minuten unentschieden, wurde sie verlängert und der Sieger ggf. anschließend durch ein Elfmeterschießen ermittelt.
Titelverteidiger AS Monaco hatte sich bis ins Halbfinale gespielt und darin erneut für das Endspiel qualifiziert. Überhaupt hätte es ein „Pokal der Südfranzosen“ werden können: Von den letzten acht im Wettbewerb verbliebenen Mannschaften stammten fünf von der Mittelmeerküste, darunter auch noch zwei Zweitligisten aus Korsika, und im Halbfinale war man ganz unter sich. Für unterklassige Mannschaften war es hingegen keine erfolgreiche Saison: Mit dem FC Pau und US Saint-Omer schieden die letzten beiden Nicht-Profi-Klubs bereits im Achtelfinale aus. Erfolgreichste Amateure waren die Spieler des sechstklassigen FC Massy, die es unter die besten 32 Mannschaften brachten.

## Zweiunddreißigstelfinale
Spiele zwischen dem 21. und 25. Februar 1992; die jeweilige Spielklassenzugehörigkeit wird mit D1 oder D2 für die beiden Profiligen, D3 für die dritte Division, D4 für die landesweite sowie DH bzw. LD („Division d’Honneur“ bzw. „Ligue départementale“) für die obersten regionalen Amateurspielklassen angegeben.
| - FC Martigues D2 – HSC Montpellier D1 0:2 - US Valenciennes D2 – OSC Lille D1 2:1 - FC Pau D3 – La Roche VF D2 2:1 - Olympique Noisy-le-Sec D4 – AS Saint-Étienne D1 0:4 - Stade Rennes D1 – FC Nantes D1 1:0 - US Boulogne D3 – Paris Saint-Germain D1 1:4 - SC Choisy-le-Roi LD – Olympique Nîmes D1 0:2 - OGC Nizza D2 – USJOA Valence D3 1:0 - AS Angoulême D3 – AS Nancy D1 0:2 - FC Mulhouse D2 – FC Rouen D2 2:0 - AC Troyes D3 – AS Saint-Priest D3 2:0 - FC Sochaux D1 – AS Monaco D1 0:3 - Stade Poitiers D4 – FC Toulouse D1 0:2 - FC Bourges D2 – Stade Laval D2 2:1 - CS Château-Thierry DH – Gazélec FCO Ajaccio D2 2:3 n. V. - FC Istres D2 – Olympique Lyon D1 1:1 n. V. (4:3 i. E.) | - LB Châteauroux D2 – EA Guingamp D2 0:2 - US Dunkerque D2 – SR Saint-Dié D3 3:1 - FC Lorient D3 – US Joué-lès-ToursD4 3:1 - SCO Angers D2 – Cheminots Thouars D3 1:0 - Olympique Alès D2 – FC Perpignan D2 0:0 n. V. (4:3 i. E.) - FC Béziers D4 – Sporting Toulon D1 1:3 - Olympique Marcq DH – US Saint-Omer D3 0:4 - FC Metz D1 – AJ Auxerre D1 0:2 - Olympique Marseille D1 – Girondins Bordeaux D2 1:0 - FC Sète D3 – AS Cannes D1 1:2 - FC Massy LD – ESA Brive D3 1:0 - USM Viroise DH – Le Havre AC D1 0:3 - SR Colmar DH – RC Lens D1 0:3 - US Pont-l'Abbé DH – SM Caen D1 0:2 - AC Cambrai DH – Red Star 93 D2 0:3 - US Fesches-le-Châtel DH – SC Bastia D2 0:1 |

## Sechzehntelfinale
Spiele am 13./14. März 1992
| - HSC Montpellier D1 – Stade Rennes D1 2:0 - FC Pau D3 – Olympique Nîmes D1 3:3 n. V. (5:4 i. E.) - AS Nancy D1 – Paris Saint-Germain D1 3:2 - FC Mulhouse D2 – EA Guingamp D2 1:1 n. V. (4:5 i. E.) - Gazélec FCO Ajaccio D2 – Sporting Toulon D1 1:0 n. V. - FC Istres D2 – Olympique Marseille D1 1:2 - US Dunkerque D2 – AS Saint-Étienne D1 0:3 - FC Lorient D3 – US Valenciennes D2 0:3 | - Olympique Alès D2 – Red Star 93 D2 0:0 n. V. (4:5 i. E.) - US Saint-Omer D3 – AC Troyes D3 0:0 n. V. (3:2 i. E.) - AJ Auxerre D1 – AS Monaco D1 2:2 n. V. (1:4 i. E.) - AS Cannes D1 – SCO Angers D2 3:1 n. V. - FC Massy LD – OGC Nizza D2 1:2 - Le Havre AC D1 – FC Bourges D2 0:1 n. V. - SM Caen D1 – RC Lens D1 5:4 n. V. - SC Bastia D2 – FC Toulouse D1 2:0 n. V. |

## Achtelfinale
Spiele am 7./8. April 1992
| - AS Nancy D1 – FC Bourges D2 2:1 - Gazélec FCO Ajaccio D2 – AS Saint-Étienne D1 2:1 - US Valenciennes D2 – Olympique Marseille D1 0:2 - Red Star 93 D2 – EA Guingamp D2 2:1 n. V. | - US Saint-Omer D3 – AS Monaco D1 2:4 - AS Cannes D1 – HSC Montpellier D1 2:1 n. V. - OGC Nizza D2 – SC Bastia D2 0:1 - SM Caen D1 – FC Pau D3 0:0 n. V. (5:3 i. E.) |

## Viertelfinale
Spiele am 22. April 1992
| - Gazélec FCO Ajaccio D2 – AS Monaco D1 0:3 - AS Cannes D1 – Red Star 93 D2 1:0 n. V. | - SC Bastia D2 – AS Nancy D1 0:0 n. V. (3:0 i. E.) - SM Caen D1 – Olympique Marseille D1 1:3 |

## Halbfinale
Spiel in Cannes am 28. April, in Bastia auf den 5. Mai 1992 terminiert
| - AS Cannes D1 – AS Monaco D1 0:0 n. V. (3:5 i. E.) | - SC Bastia D2 – Olympique Marseille D1 siehe hierunter |

## Das „Drama von Furiani“
Ursache für den Abbruch des Wettbewerbs war der als Drama von Furiani bezeichnete Vorgang am 5. Mai 1992 vor Anpfiff des Halbfinalspiels zwischen dem Zweitdivisionär SC Bastia und Olympique Marseille. Angesichts der in diesen Jahren besonders hohen Attraktivität des Gastes (OM hatte u. a. im Vorjahr im Endspiel des Europapokals der Landesmeister gestanden), und der Tatsache, dass Marseille als „größte Stadt Korsikas“ gilt, da über 100.000 Exilkorsen dort wohnen, hatte Bastias Präsidium beschlossen, die Kapazität des Stade Armand-Cesari – häufig noch unter seinem alten Namen Stade Furiani bekannt – durch eine zusätzliche Stahlrohrtribüne um über 9.000 Plätze zu erhöhen, um „die Einnahme des Jahrhunderts“ zu erzielen. Dazu schuf der Verein in einer „Nacht-und-Nebel-Aktion“ Fakten: kurz nach dem Viertelfinalspiel am 22. April wurde die uralte, nur 750 Sitzplätze umfassende Tribune Claude Papi ohne behördliche Genehmigung abgerissen. Der Aufbau der Zusatztribüne erfolgte unter extremem Zeitdruck; nachdem die FFF der Verschiebung des Spiels zugestimmt hatte, blieb lediglich genau eine Woche Zeit für ihre Errichtung. Gründungsarbeiten im Boden fanden nicht statt, ebenso wenig wurde die Statik der 100 m langen und bis zu 15 m hohen Konstruktion durch gegossene oder gemauerte Stützpfeiler verbessert.
Die finanziellen Erwartungen der Verantwortlichen erfüllten sich vollauf: 18.000 verkaufte Karten erbrachten eine Bruttoeinnahme von etwa 3 Mio. Francs (entsprechend rund 450.000 Euro).
Um 20.23 Uhr, sieben Minuten vor Spielbeginn, brach die Leichtbautribüne zusammen; der Einsturz forderte 18 Tote und über 2.350 Verletzte als Opfer. Ein Fußballspiel wurde nicht ausgetragen. Am Tag danach verzichtete der SC Bastia auf seine weitere Teilnahme; die FFF erklärte Olympique Marseille daraufhin zum Sieger, der vier Tage später das Finale bestreiten sollte. Olympique lehnte dies eingedenk der Opfer ab, was den Verband dazu bewog, den Wettbewerb ohne Ermittlung eines Pokalsiegers abzubrechen.
14 Verantwortliche wurden angeklagt und zum Teil verurteilt. Bastias Klubpräsident Jean-François Filippi, von seinen Funktionen in Verein und Regionalverband bald nach der Katastrophe zurückgetreten, fand neun Tage vor Prozessbeginn ein gewaltsames Ende: am 26. Dezember 1994 wurde er vor seinem Haus erschossen. Ob dieser Mord mit den Ereignissen des 5. Mai 1992 zusammenhing oder dem Geschäftsmann und Kommunalpolitiker Filippi galt, konnte nicht aufgeklärt werden. Die vermutlichen Täter, die der korsischen Befreiungsbewegung FLNC zugerechnet wurden, starben kurz darauf gleichfalls durch Gewehrkugeln.
Zwanzig Jahre nach den Ereignissen hat die FFF auf Wunsch ihrer korsischen Untergliederung beschlossen, dass der französische Fußball erstmals am 5. Mai 2012 einen „Tag der Besinnung“ einlegt; an diesem Tag fand im gesamten Land zum Gedenken an die Opfer dieser Tragödie kein einziges Spiel statt, weder im Amateur- noch im professionellen Bereich.